# 스웨그에이지 : 외쳐, 조선!
《스웨그에이지 : 외쳐, 조선!》은 2019년 6월 18일부터 8월 25일까지 두산아트센터 연강홀에서 공연된 창작 뮤지컬이다.

## 줄거리
‘시조’가 국가 이념인 상상 속의 ‘조선’. 삶의 고단함과 역경을 시조 속에 담아 훌훌 털어버렸던 백성들은 역모 사건으로 시조 활동이 금지되면서 자유도 행복도 잊은 채 살아간다.
그러던 중 15년 만에 누구나 참여할 수 있는 조선시조자랑이 열리게 되고, 탈 속에 정체를 감추고 양반들을 파헤쳐 행복한 세상을 만들고자 조직된 비밀시조단 골빈당은 이것을 기회 삼아 조선에 새로운 바람을 불러일으키고자 한다. 
한편, 왕의 비선실세이자 시조대판서인 홍국은 자신에 대한 악덕한 소문을 퍼트리고 다닌다는 이유를 들어 골빈당을 잡으려는 음모를 꾸미는데...

## 등장인물
- 단 : 이휘종, 양희준, 이준영
- 진 : 김수하, 김수연(초연), 정재은(앵콜)
- 홍국 : 최민철, 임현수
- 십주, 자모 : 이경수, 이창용
- 호로쇠 : 장재웅
- 기선 : 정선기
- 순수 : 정아영
- 임금 : 주민우, 김은총(앵콜)
- 조노 : 이동수(초연), 심수영(앵콜)
- 엄씨 : 김승용
- 앙상블 : 김재형, 노현창, 문장미(초연), 황자영, 김혜미, 임상희, 민소영(앵콜), 김종준(스윙, 앵콜)

## 창작진
- 프로듀서 : 송혜선
- 해외콘텐츠프로듀서 : 권효진
- 극작 : 박찬민
- 작곡·음악감독 : 이정연
- 연출 : 우진하
- 안무감독 : 김은총
- 무대디자인 : 조유진
- 조명디자인 : 이우형
- 음향디자인 : 권도경
- 의상디자인 : 이유숙
- 소품디자인 : 조윤형
- 분장디자인 : 안희준
- 보컬코치 : 이희숙
- 기술감독 : 방한석
- 무대감독 : 배성식
- 협력프로듀서 : 임선진
- 제작PD : 이수빈
- 사진작가 : 조석환
- 아트웍 : 디자인 풍경
- 영상 : 쇼미디어
- 제작 : PL엔터테인먼트, 럭키제인타이틀
- 마케팅, 홍보 : 주식회사 랑, 더웨이브

## 작품 정보
- 2017년 서울예술대학교 학사 창작 뮤지컬로 시작
- 2017년 6월 : 독해공연
- 2017년 11월 : 장막공연
- 2018년 2월 :  공연
- 2018년 10월 20일 ~ 2018년 10월 21일 : 갈라쇼 (in 2018 스타라이트 뮤지컬 페스티벌)
- 2018년 11월 25일 ~ 2018년 11월 26일 : 쇼케이스 (in 대학로 유니플렉스 1관)
- 2019년 6월 18일 ~ 2019년 8월 25일 : 초연 (in 두산아트센터 연강홀)
- 2020년 2월 14일 ~ 2020년 5월 24일 : 앵콜 (in 홍익대 대학로 아트센터 대극장)

## 공연 정보
- 2019년 6월 18일부터  2019년 8월 25일까지 두산아트센터 연강홀에서 공연된다.

## 수상
- 한국콘텐츠진흥원 - 2018 우수크리에이터 발굴 지원사업 선정
- 2019 한국문화예술위원회 공연예술 창작산실 – 올해의 레퍼토리 뮤지컬부문 선정
- 2019 제8회 예그린뮤지컬어워드 - 올해의 배우상 앙상블 부문
- 2019 제4회 한국뮤지컬어워즈 - 남우신인상(양희준)
- 2019 제4회 한국뮤지컬어워즈 - 여우신인상(김수하)
- 2020 제5회 한국뮤지컬어워즈 - 남우신인상(이준영)
- 2020 제5회 한국뮤지컬어워즈 - 작품상(400석 이상)
- 2020 제5회 한국뮤지컬어워즈 - 안무상(김은총 안무감독)